# Amblyseius kulini
Amblyseius kulini är en spindeldjursart som beskrevs av Gupta 1978. Amblyseius kulini ingår i släktet Amblyseius och familjen Phytoseiidae. Inga underarter finns listade i Catalogue of Life.